# Islwyn (circonscription du Parlement britannique)
Pour les articles homonymes, voir Islwyn.
Circonscription parlementaire de la 

Chambre des communes
Islwyn est une circonscription parlementaire britannique située au pays de Galles.

## Membres du parlement
| Election | Election | Membre       | Parti        | Portrait |
| -------- | -------- | ------------ | ------------ | -------- |
|          | 1983     | Neil Kinnock | Labour       |          |
|          | 1995     | Don Touhig   | Labour Co-op |          |
|          | 2010     | Chris Evans  | Labour Co-op |          |

## Élections

### Élections dans les années 2010
| Parti                     | Parti                      | Candidat                   | Voix   | %    | ±     |
| ------------------------- | -------------------------- | -------------------------- | ------ | ---- | ----- |
|                           | Travailliste Co-op         | Chris Evans                | 15,356 | 44,7 | -14.1 |
|                           | Conservateur               | Gavin Chambers             | 9,892  | 28,8 | +1.6  |
|                           | Brexit                     | James Wells                | 4,834  | 14,1 | N/A   |
|                           | Plaid Cymru                | Zoe Hammond                | 2,287  | 6,7  | -0.9  |
|                           | Libéral Démocrate          | Jo Watkins                 | 1,313  | 3,8  | +1.9  |
|                           | Green                      | Catherine Linstrum         | 669    | 1,9  | N/A   |
| Bulletins de vote rejetés | Bulletins de vote rejetés  | Bulletins de vote rejetés  | 145    |      |       |
| Majorité                  | Majorité                   | Majorité                   | 5,464  | 15,9 | -15.7 |
| Participation             | Participation              | Participation              | 34,351 | 62,0 | -2.2  |
| Registre électeurs        | Registre électeurs         | Registre électeurs         | 55,423 |      |       |
|                           | Travailliste Co-op retenir | Travailliste Co-op retenir | Swing  | -7.9 |       |

| Élections générales de 2017: Islwyn |                    |                   |        |      |       |
| Parti                               | Parti              | Candidat          | Votes  | %    | ±     |
|                                     | Labour Co-op       | Chris Evans       | 21,238 | 58.8 | +9.9  |
|                                     | Conservateur       | Dan Thomas        | 9,826  | 27.2 | +12.1 |
|                                     | Plaid Cymru        | Darren Jones      | 2,739  | 7.6  | -3.1  |
|                                     | UKIP               | Joe Smyth         | 1,605  | 4.4  | -15.1 |
|                                     | Libéral Démocrates | Matthew Kidner    | 685    | 1.9  | -0.8  |
| Majorité                            | Majorité           | Majorité          | 11,412 | 31.6 | +2.2  |
| Participation                       | Participation      | Participation     | 36,093 | 64.2 | +0.6  |
|                                     | Labour Co-op hold  | Labour Co-op hold | Swing  | -1.1 |       |

| Élections générales de 2015: Islwyn, |                      |                   |        |      |       |
| Parti                                | Parti                | Candidat          | Votes  | %    | ±     |
|                                      | Labour Co-op         | Chris Evans       | 17,336 | 49.0 | -0.2  |
|                                      | UKIP                 | Joe Smyth         | 6,932  | 19.6 | +16.9 |
|                                      | Conservateur         | Laura Jones       | 5,366  | 15.2 | +1.2  |
|                                      | Plaid Cymru          | Lyn Ackerman      | 3,794  | 10.7 | -2.3  |
|                                      | Libéral Démocrates   | Brendan D'Cruz    | 950    | 2.7  | -7.7  |
|                                      | Green                | Peter Varley      | 659    | 1.9  | +1.9  |
|                                      | Monster Raving Loony | Von Magpie Baron  | 213    | 0.6  | +0.6  |
|                                      | TUSC                 | Josh Rawcliffe    | 151    | 0.4  | +0.4  |
| Majorité                             | Majorité             | Majorité          | 10,404 | 29.4 |       |
| Participation                        | Participation        | Participation     |        | 63.6 |       |
|                                      | Labour Co-op hold    | Labour Co-op hold | Swing  |      |       |

| Élections générales de 2010: Islwyn, |                    |                   |        |      |       |
| Parti                                | Parti              | Candidat          | Votes  | %    | ±     |
|                                      | Labour Co-op       | Chris Evans       | 17,069 | 49.2 | −15.1 |
|                                      | Conservateur       | Daniel Thomas     | 4,854  | 14.0 | +3.0  |
|                                      | Plaid Cymru        | Steffan Lewis     | 4,518  | 13.0 | +0.2  |
|                                      | Libéral Démocrates | Ashgar Ali        | 3,597  | 10.4 | −1.8  |
|                                      | Indépendant        | Dave Rees         | 1,495  | 4.3  | N/A   |
|                                      | BNP                | John Voisey       | 1,320  | 3.8  | N/A   |
|                                      | UKIP               | Jason Crew        | 936    | 2.7  | N/A   |
|                                      | Indépendant        | Paul Taylor       | 901    | 2.6  | N/A   |
| Majorité                             | Majorité           | Majorité          | 12,215 | 35.2 |       |
| Participation                        | Participation      | Participation     | 34,690 | 63.3 | +3.0  |
|                                      | Labour Co-op hold  | Labour Co-op hold | Swing  | −9.1 |       |

### Élections dans les années 2000
| Élections générales de 2005: Islwyn |                    |                   |        |      |      |
| Parti                               | Parti              | Candidat          | Votes  | %    | ±    |
|                                     | Labour Co-op       | Don Touhig        | 19,687 | 63.8 | +2.3 |
|                                     | Plaid Cymru        | Jim Criddle       | 3,947  | 12.8 | +0.9 |
|                                     | Libéral Démocrates | Lee Dillon        | 3,873  | 12.5 | −0.7 |
|                                     | Conservateur       | Phillip Howells   | 3,358  | 10.9 | +2.9 |
| Majorité                            | Majorité           | Majorité          | 15,740 | 51.0 | -3.3 |
| Participation                       | Participation      | Participation     | 30,865 | 61.0 | −0.9 |
|                                     | Labour Co-op hold  | Labour Co-op hold | Swing  | +0.7 |      |

| Élections générales de 2001: Islwyn |                    |                   |        |      |       |
| Parti                               | Parti              | Candidat          | Votes  | %    | ±     |
|                                     | Labour Co-op       | Don Touhig        | 19,505 | 61.5 | −12.6 |
|                                     | Libéral Démocrates | Kevin Etheridge   | 4,196  | 13.2 | +4.8  |
|                                     | Plaid Cymru        | Leigh Thomas      | 3,767  | 11.9 | +5.6  |
|                                     | Conservateur       | Phillip Howells   | 2,543  | 8.0  | +0.2  |
|                                     | Indépendant        | Paul Taylor       | 1,263  | 4.0  | N/A   |
|                                     | Socialist Labour   | Mary Millington   | 417    | 1.3  | N/A   |
| Majorité                            | Majorité           | Majorité          | 15,309 | 48.3 |       |
| Participation                       | Participation      | Participation     | 31,691 | 61.9 | −10.2 |
|                                     | Labour Co-op hold  | Labour Co-op hold | Swing  |      |       |

### Élections dans les années 1990
| Élections générales de 1997: Islwyn |                    |                    |        |      |      |
| Parti                               | Parti              | Candidat           | Votes  | %    | ±    |
|                                     | Labour Co-op       | Don Touhig         | 26,995 | 74.2 | −0.2 |
|                                     | Libéral Démocrates | Christopher Worker | 3,064  | 8.4  | +2.8 |
|                                     | Conservateur       | David Walters      | 2,864  | 7.9  | −7.0 |
|                                     | Plaid Cymru        | Darren Jones       | 2,272  | 6.2  | +2.4 |
|                                     | Referendum         | Susan Monaghan     | 1,209  | 3.3  | N/A  |
| Majorité                            | Majorité           | Majorité           | 23,391 | 65.8 |      |
| Participation                       | Participation      | Participation      | 36,404 | 72.0 |      |
|                                     | Labour Co-op hold  | Labour Co-op hold  | Swing  | 0.0  |      |

| Élection partielle de 1995: Islwyn |                      |                      |        |      |       |
| Parti                              | Parti                | Candidat             | Votes  | %    | ±     |
|                                    | Labour               | Don Touhig           | 16,030 | 69.2 | −5.1  |
|                                    | Plaid Cymru          | Jocelyn Davies       | 2,933  | 12.7 | +8.8  |
|                                    | Libéral Démocrates   | John Bushell         | 2,448  | 10.6 | +4.9  |
|                                    | Conservateur         | Robert Buckland      | 913    | 3.9  | −10.9 |
|                                    | Monster Raving Loony | Screaming Lord Sutch | 506    | 2.2  | +0.9  |
|                                    | UKIP                 | Hugh Hughes          | 289    | 1.2  | N/A   |
|                                    | Natural Law          | Trevor Rees          | 47     | 0.2  | N/A   |
| Majorité                           | Majorité             | Majorité             | 13,097 | 56.5 |       |
| Participation                      | Participation        | Participation        | 23,166 | 45.1 | −36.3 |
|                                    | Labour hold          | Labour hold          | Swing  |      |       |

| Élections générales de 1992: Islwyn, |                      |                      |        |      |      |
| Parti                                | Parti                | Candidat             | Votes  | %    | ±    |
|                                      | Labour               | Neil Kinnock         | 30,908 | 74.3 | +3.0 |
|                                      | Conservateur         | Peter Bone           | 6,180  | 14.9 | +0.2 |
|                                      | Libéral Démocrates   | Michael Symonds      | 2,352  | 5.7  | −3.6 |
|                                      | Plaid Cymru (Green)  | Helen Jones          | 1,606  | 3.9  | +3.9 |
|                                      | Monster Raving Loony | Screaming Lord Sutch | 547    | 1.3  | N/A  |
| Majorité                             | Majorité             | Majorité             | 24,728 | 59.5 | +2.8 |
| Participation                        | Participation        | Participation        | 41,593 | 81.4 | +1.0 |
|                                      | Labour hold          | Labour hold          | Swing  | +1.4 |      |

### Élections dans les années 1980
| Élections générales de 1987: Islwyn |                   |                  |        |      |       |
| Parti                               | Parti             | Candidat         | Votes  | %    | ±     |
|                                     | Labour            | Neil Kinnock     | 28,901 | 71.3 | +11.9 |
|                                     | Conservateur      | John Twitchen    | 5,954  | 14.7 | +0.6  |
|                                     | Social Democratic | Jacqui Gasson    | 3,746  | 9.2  | −13.5 |
|                                     | Plaid Cymru       | William Richards | 1,932  | 4.8  | +0.8  |
| Majorité                            | Majorité          | Majorité         | 22,947 | 56.6 |       |
| Participation                       | Participation     | Participation    | 40,533 | 80.4 | +2.7  |
|                                     | Labour hold       | Labour hold      | Swing  |      |       |

| Élections générales de 1983: Islwyn |                                  |                  |        |      |     |
| Parti                               | Parti                            | Candidat         | Votes  | %    | ±   |
|                                     | Labour                           | Neil Kinnock     | 23,183 | 59.4 | N/A |
|                                     | Social Democratic                | David Johnson    | 8,803  | 22.5 | N/A |
|                                     | Conservateur                     | Michael Bevan    | 5,511  | 14.1 | N/A |
|                                     | Plaid Cymru                      | William Richards | 1,574  | 4.0  | N/A |
| Majorité                            | Majorité                         | Majorité         | 14,380 | 36.9 | N/A |
| Participation                       | Participation                    | Participation    | 39,071 | 77.7 | N/A |
|                                     | Labour Vainqueur (nouveau siège) |                  |        |      |     |